# كوليوسية
كوليوسية (الاسم العلمي: Coleusia)، جنس سلطعونات من فصيلة المقوسيات توجد في منطقة المحيط الهادي الهندي. أنواعه الستة كانت سابقًا ضمن جنس سلطعون مقوس وفي عام 2006 تم وضعها في جنس الكوليوسية.